# バジル (小説)

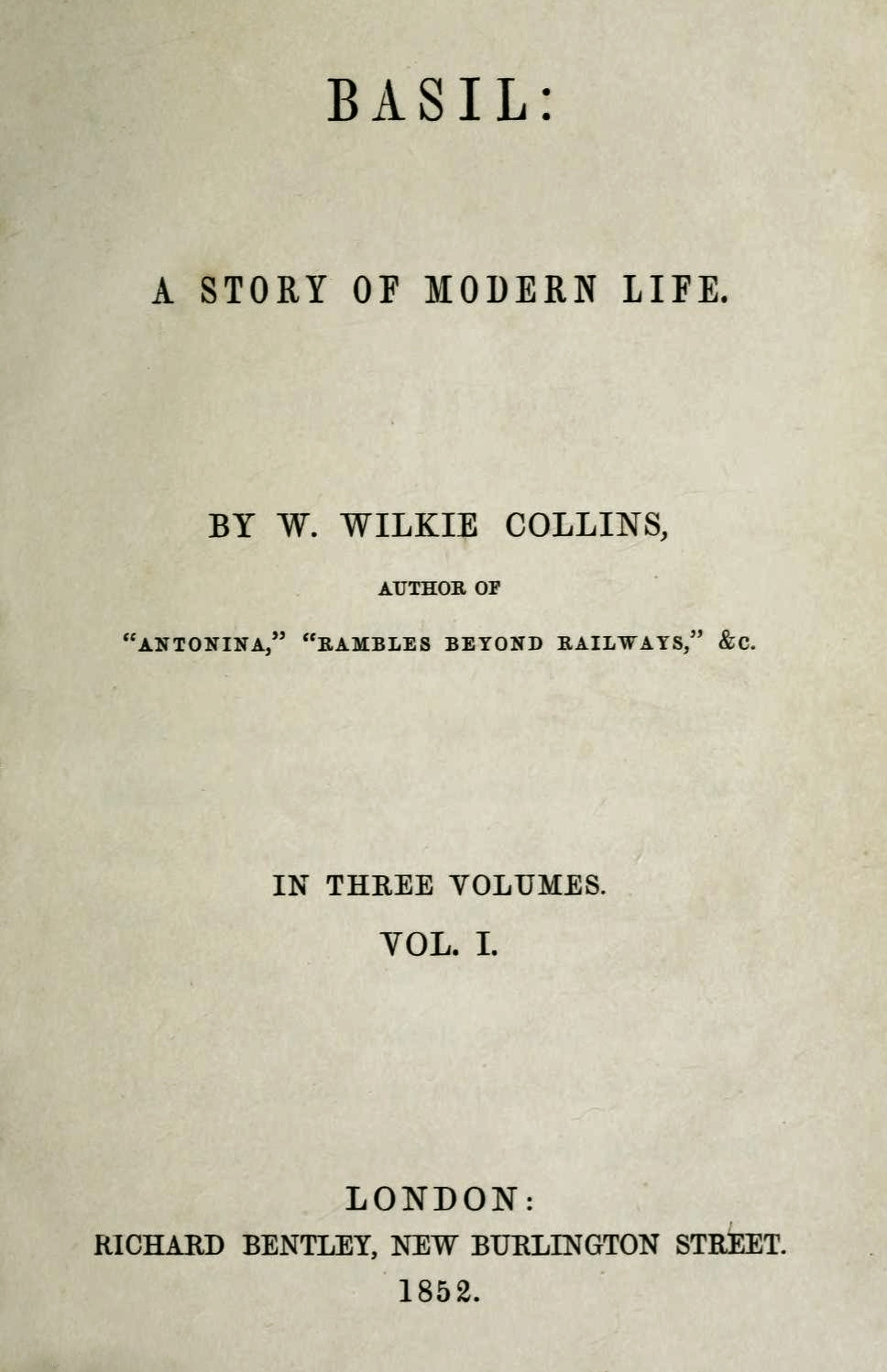

バジル（Basil）は、ウィルキー・コリンズの1852年刊行の長編小説、およびこれを原作とする1998年のイギリス映画。映画は日本では1999年に公開。
映画はラダ・バラドワジが監督と脚本を務め、クリスチャン・スレーターが主演した。

## あらすじ
貴族の家の次男に生まれたバジル。兄レイフは女との情事のため家から追放され、優しい妹クララがいた。バジルは弁護士になるが、美しい女マーガレット・シャーウィンと出会って心ひかれるが、マーガレットはリネン商の娘で身分が違った。だがバジルは、一年間純潔なままでいるという条件でマーガレットと結婚する。だがそこへ、シャーウィン家の手下だというロバート・マニヨンという40代の美男が現れ、バジルはマーガレットとマニヨンに翻弄され、殴ってマニヨンの顔をめちゃめちゃにする。マニヨンの父はかつてバジルの父に破滅させられており、マニヨンは復讐の機会を狙っていたのだ。バジルの父もマーガレットの父も怒り、レイフが戻ってきてシャーウィン家と交渉するが、マーガレットはチフスで死んでしまう。バジルはコーンウォールに隠遁するが、ある日現れたマニヨンと争い、マニヨンは崖から落ちて死ぬ。バジルの父も死に、バジルはクララと隠遁生活を送り、自分の物語を書いて出版しようとしている。

## 日本語訳
- ウィルキー・コリンズ（著）・ 佐々木徹（監修）・ 北川依子・宮川美佐子（翻訳）『ウィルキー・コリンズ傑作選 第1巻 バジル』臨川書店、2000年6月、ISBN 4-653-03621-7

## 映画

### あらすじ（映画）
貴族の家に生まれたバジル・フェアファックスは、父フレデリックに厳格に育てられる。兄は女と過ちを犯して廃嫡・追放される。父の弟の娘クララは、バジルに優しくしてくれた。バジルはオックスフォード大学へ進むが、商人ジョン・マニヨンと知り合い、新しい世界を知る。バジルはマニヨンの雇い主の娘ジュリアを愛し、父に秘密で結婚するが、ジュリアは実はジョンを愛しており、ジョンの指令でバジルと結婚したのだった。そしてジュリアはジョンの子を身ごもる。
ジョンは子供のころに母を亡くして教師の父と姉と三人で暮らしていたが、姉がバジルの姉と恋愛関係になって妊娠したが、父フレデリックが結婚を認めなかったため、自ら腹を裂いて赤ん坊とともに死んでいった。父は教師の職を失うが、どこへ行っても雇ってもらえず自殺した。ジョンはその復讐のためフェアファックス家に近づいたのだった。バジルはジョンを殴って傷だらけの顔にしてしまい、ジョンは失踪する。再会して殴り合った末、ジョンは崖から落ちて死に、ジュリアは出産して死ぬ。バジルは幼い娘を連れてアイルランドへ渡り、クララと名づけて十年の月日がたつ。バジルは小説を書いて英国で認められて帰ってきて、クララと再会する。

### キャスト
- ジョン：クリスチャン・スレーター（中田譲治）
- バジル：ジャレッド・レト（宮本充）
- ジュリア：クレア・フォーラニ（田中敦子）
- フレデリック：デレク・ジャコビ（有本欽隆）
- クララ：レイチェル・ピックアップ（英語版）（日野由利加）

### スタッフ
- 製作・監督・脚本：ラダ・バラドワジ（英語版）
- 製作：クリスチャン・スレーター
- 原作・「バジル」ウィルキー・コリンズ傑作選　第1巻（北川依子・宮川美佐子訳）臨川書店、2000
- ノベライズ「バジル」秋山裕美、 ビー・アール・サーカス, 1999.3

### ソフト化
- DVD  東芝デジタルフロンティア発売、パイオニアLDC製作